# 福伦罗斯特
福伦罗斯特（德語：Faulenrost）是德国梅克伦堡-前波美拉尼亚州的市镇，隶属于梅克伦堡湖区县。总面积为33.76平方千米，截至2023年12月31日总人口为640人。